# 岩山 (芝山町)
岩山（いわやま）は、千葉県山武郡芝山町の大字。郵便番号は282-0035（成田国際空港内）、289-1608（その他）。

## 地理
芝山町の西部に位置する。東西に飛び地が存在している。
周辺の三里塚、東三里塚（成田市）、大里、飯櫃、山田、朝倉、牧野、御料（富里市）、南三里塚（成田市）、本城と隣接する。
成田国際空港の南側にあり、空港関連施設が多数ある。

## 歴史
岩山は江戸時代から農業を営む集落（古村）であった。
芝山町編入前は千代田村、岩山村に属していた。
空港建設時に三里塚闘争（成田空港問題）が発生し、岩山でも岩山鉄塔（団結小屋）が建設され、鉄塔の一部除去を巡って東山事件が発生している。

## 世帯数と人口
2017年（平成29年）4月1日現在の世帯数と人口は以下の通りである。
| 大字 | 世帯数  | 人口  |
| ---- | ------- | ----- |
| 岩山 | 293世帯 | 699人 |

## 小・中学校の学区
町立小・中学校に通う場合、学区は以下の通りとなる。
| 地域 | 小学校           | 中学校             |
| ---- | ---------------- | ------------------ |
| 全域 | 芝山町立東小学校 | 芝山町立芝山中学校 |

## 施設
- 航空科学博物館
- 成田空港 空と大地の歴史館
- 三里塚平和塔
- 芝山水辺の里
- ひこうきの丘
- 空の駅風和里しばやま
- サテライト成田

- 成田空港 空と大地の歴史館
- ひこうきの丘
- 空の駅風和里しばやま
- 芝山水辺の里
- サテライト成田

## 交通

### 道路
- 国道296号（大里、南三里塚、御料方面）

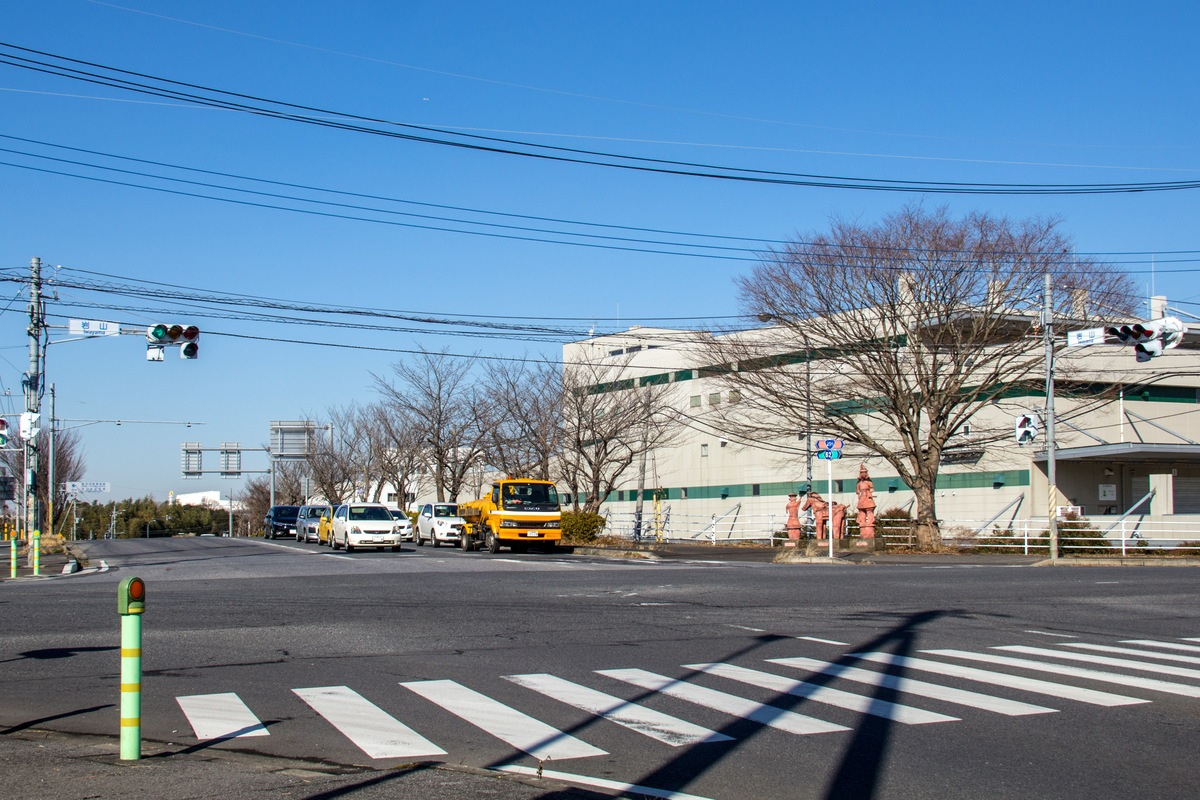
芝山町岩山交差点（県道62号、国道296号）

- 千葉県道62号成田松尾線（大里、朝倉方面）
- 千葉県道290号大里小池線（大里、飯櫃方面）

### バス
- ジェイアールバス関東（東関東支店）多古本線 - 八日市場駅～多古台バスターミナル～成田空港～成田駅
  - （航空博物館北（東三里塚）） - 航空科学博物館 - （住宅入口（三里塚））
- ジェイアールバス関東（東関東支店）・千葉交通（成田営業所、銚子営業所）高速バス - 八日市場駅・匝瑳市役所ルート
  - （住宅入口（三里塚）） - 航空科学博物館 - 岩山 -（白桝（大里））
- 成田空港交通
  - 博物館線 - 成田空港～航空科学博物館～南三里塚
    - （航空博物館北（東三里塚）） - 航空科学博物館 - （住宅入口（三里塚））

  - 南部線 - 成田空港～航空科学博物館入口～にしてつ
    - （南部貨物地区（大里）） - 南部物流 - 航空科学博物館入口 - にしてつ・郵船 - バンテック - にしてつ

  - さくらの山線 - さくらの山→バンテック
    - （住宅入口（三里塚）） - 航空科学博物館 - にしてつ - バンテック
- 空港シャトルバス - 空港第2旅客ターミナル～芝山千代田駅～横芝遠山～JR松尾駅南～横芝屋形海岸
  - （芝山千代田駅（香山新田）） - 航空科学博物館入口 - （芝山中学校入口（宝馬））
- 芝山ふれあいバス - 芝山千代田駅～芝山町役場～芝山仁王尊～松尾駅
  - （福祉センター（飯櫃）） - サテライト成田